# 重イオン加速器
重イオン加速器（じゅうイオンかそくき、英語: Heavy ion accelerator、ドイツ語: Schwerionenbeschleuniger）は重イオンを高エネルギー・高速（後者は相対論的質量増加により制限される）に加速する粒子加速器である。重イオン加速器はその性質上大型・高コストな装置であり、 あらゆる研究目的に供される。

## 一般的情報

### 活用領域
重イオン加速器を用いる研究活動の重点は次のような領域にまたがっている。
- 原子物理学
- 原子核物理学: 元素合成やRIビームによる不安定核研究が例として挙げられる
- 素粒子物理学: 特にクォークグルーオンプラズマに関する研究が挙げられる
- 放射線療法 (重粒子線がん治療)
- 物質科学

### 世界の重イオン加速器
次のような機関が重イオン加速器を設置しているもしくはしていたことが知られている。
- ブルックヘブン国立研究所（アメリカ）: RHIC
- CERN（スイス）: Large Hadron Collider (LHC) 2008年終わり現在で最も高出力な加速器
- GANIL（ドイツ語版） （カーン、フランス）
- ガーヒング研究キャンパス（ドイツ）
- 重イオン研究所（ダルムシュタット、ドイツ）
- ドゥブナ合同原子核研究所（ドゥブナ、ロシア）
- ローレンス・バークレー国立研究所 （アメリカ）: BEVALAC（英語版）（1970年から1993年まで稼動）
- 理化学研究所（日本）: RIビームファクトリー
- 放射線医学総合研究所 （日本）: HIMAC